# Чепелевская, Прасковья Ильинична
Прасковья Ильинична Чепелевская (в ряде источников Ильинишна; 1832—1881) — председательница Александровского Комитета Общества Красного Креста, педагог учредительница Московской женской учительской семинарии.

## Биография
Прасковья Чепелевская родилась 28 октября (9 ноября) 1832 года. Начало её педагогической деятельности относится к шестидесятым годам XIX века, когда возник так называемый «женский вопрос», на разрешение которого и обратила свое внимание Прасковья Ильинична Чепелевская, действуя не только словом, но и делом. Открыв в Москве женскую школу, она положила в основание её религию и здравые педагогические начала. Вскоре после своего возникновения, школа эта обратила на себя внимание педагогов и удостоилась Высочайшего посещения Цесаревны (позднее Императрицы Российской — жены Александра III) Марии Фёдоровны.
После этого успешного опыта, Чепелевская основала в 1870 году в Москве женские педагогические курсы, которые вскоре были преобразованы в Женскую учительскую семинарию и задача которых состояла в подготовке учительниц для народных школ.
Почти одновременно с открытием педагогических курсов, по мысли Чепелевской, учреждено было Братство Святой Равноапостольной Марии для подготовки дочерей духовных лиц к должности учительниц народных школ, в котором она была самым деятельным членом. Вместе с тем, Чепелевская состояла попечительницей подготовительного к семинарии Мариинского Ризположенского училища, которое своими успехами во многом обязано её заботам и попечительству.
Состоя председательницей Александровского Комитета Общества Красного Креста и занимаясь делами этого Общества, П. И. Чепелевская все свое внимание обратила на обеспечение женского труда на госпитальном и медицинском поприщах, причем при её содействии и непосредственном руководстве составлен был устав фельдшерской женской школы, утвержденный в 1877 году. Не меньше трудов было положено ею и на устройство лазарета, как клиники при фельдшерской школе, для занятий в нем воспитанниц, а также на постройку и организацию в 1877 году временного госпиталя на Девичьем поле, в Москве, для воинов, доставляемых с театров военных действий.
С целью ознакомить общество с задачами Общества Красного Креста, Чепелевскою был учрежден Севастопольский отдел на Политехнической выставке, послуживший основанием музею в Москве имени Государя Наследника Цесаревича (впоследствии — Императорский Русский исторический музей, ныне — Государственный исторический музей).
В 1877 году по мысли Прасковьи Ильиничны Чепелевской, было организовано Николаевское попечительство для пособия нуждающимся семействам воинов Восточной (Крымской) войны 1853—1856 гг., помощи в получении образования взрослым дочерям этих воинов в Женской учительской семинарии, а малолетним в женских училищах Братства Святой Равноапостольной Марии.
К деятельности П. И. Чепелевской относится также создание учреждения для неизлечимых воинов войны 1877 года, под наименованием «Приют в память взятия Плевны», обеспечение которого денежными средствами принял на себя Афонский Русский Пантелеймонов монастырь. Устав этого приюта был утвержден незадолго до кончины Чепелевской, так что она лишена была возможности принять личное участие в этом деле.
Кроме того Чепелевская была членом-учредителем Московского Общества распространения технических знаний, в котором (особенно в первые годы его существования) принимала деятельное участие; действительным членом: Православного миссионерского общества, Общества Ревнителей Православия в Северо-Западном Крае и многих других обществ.
По отзывам современников, Чепелевская умела всюду вносить светлый ум, горячее патриотическое чувство, многостороннюю деятельность и опытность; не было, кажется, ни одного общественного дела, которое бы не нашло у нее сочувственного отклика и не вызвало её содействия.
Скончалась Чепелевская после продолжительной и тяжёлой болезни 7 июля 1881 года, на Бутырках, близ города Москвы.